# Волоколамская эстакада (Тушино)
Волокола́мская эстака́да в Ту́шино — автомобильная эстакада в историческом районе Тушино (район Покровское-Стрешнево) в Северо-Западном административном округе Москвы, входит в состав Волоколамского шоссе.

## Характеристика
Эстакада начинается на Волоколамском шоссе; на нём же и заканчивается. Проходит над перекрёстком Волоколамского шоссе и Тушинской площади. Также проходит над Волоколамским проездом. 
 Начало эстакады: напротив д. 88 по Волоколамскому шоссе; эстакада заканчивается напротив дома 104 и Сходненского тупика.
Движение по эстакаде — двухстороннее. Эстакада имеет по три полосы движения в каждую сторону.
Эстакада позволила разгрузить трафик на 20-:-25 %, за счёт «убирания» регулируемого светофором перекрёстка, который остался под ней. Автобусы, сворачивающие к конечной остановке своих маршрутов «Метро Тушинская», более не мешают потоку машин, следующиму по эстакаде. Длина эстакады составляет 750 метров.

## История
Строительство Волоколамской эстакады началось в октябре 2014 года, в рамках реконструкции Волоколамского шоссе на участке от МКАД до канала имени Москвы, которая проводится в связи с подготовкой к Чемпионату мира по футболу в 2018 году, который, в частности, пройдёт на Стадионе «Открытие Арена».

### Сроки строительства
По первоначальным планам эстакада должна была быть построена за 20 месяцев, но была построена всего за девять.
Движение по эстакаде было открыто 28 сентября 2015.